# Charte de Venise
 (avril 2024).
Si vous disposez d'ouvrages ou d'articles de référence ou si vous connaissez des sites web de qualité traitant du thème abordé ici, merci de compléter l'article en donnant les références utiles à sa vérifiabilité et en les liant à la section « Notes et références ».
La Charte internationale sur la conservation et la restauration des monuments et des sites, dite charte de Venise, est un ensemble d'orientations qui fournit un cadre international pour la préservation et la restauration des objets et des bâtiments anciens. Elle a été approuvée par le IIe Congrès international des architectes et des techniciens des monuments historiques, réuni à Venise du 25 au 31 mai 1964.
Cette charte impose en particulier « que l’on restaure les monuments historiques dans le dernier état connu ».

## Un préalable: la charte d'Athènes
La Charte de Venise complète et affine les principes fondamentaux de la Charte d’Athènes signée, elle, en 1931. Cette dernière affirmait l’intérêt de toutes les étapes de la vie d’un édifice et préconisait de « respecter l’œuvre historique et artistique du passé, sans proscrire le style d’aucune époque ».
Elle recommandait par exemple une occupation des monuments, tels que les châteaux, qui respecte leur caractère historique ou artistique, cela de manière à assurer la continuité de leur vie. Cette charte insistait également sur le rôle de l’éducation dans le respect des monuments historiques.

## Présentation
La Charte de Venise fait écho à celle d’Athènes en ce qu’elle souligne l’intérêt de conserver les édifices remarquables en état de fonctionnement (sans pour autant affecter leur ordonnance ou leur décor), mais elle en approfondit aussi les principes et en élargit la portée. Le monument historique y est ainsi redéfini comme « site urbain ou rural qui porte témoignage d’une civilisation particulière, d’une évolution significative ou d’un événement historique ».
Le traité établi à Venise est structuré en 16 articles, répartis en six sections. Il y est question de :

### Conservation des sites et des monuments historiques
Les édifices appartenant au patrimoine historique, culturel ou architectural doivent être affectés à une fonction utile à la société, mais maintenus dans leur unité, avec leurs éléments de sculpture, de peinture ou de décoration ;

### Restauration
Restaurer doit signifier conserver et révéler les valeurs esthétiques et historiques du monument, objet des travaux de restauration, en se fondant sur « le respect de la substance ancienne et de documents authentiques » ;

### Fouilles
Il est notamment nécessaire de les mener à bien conformément à des normes scientifiques et à la « Recommandation définissant les principes internationaux à appliquer en matière de fouilles archéologiques »  adoptée par l’UNESCO en 1956.

### Documentation
La charte internationale sur la conservation et la restauration des monuments et des sites historiques traite également de toute la documentation et des publications qui doivent accompagner ces travaux de conservation, de restauration et de fouilles.

### Organisme mondial
La charte de Venise a permis la création d'une association mondiale de professionnels qui se consacre à la conservation et à la protection des monuments historiques, des ensembles et des sites du patrimoine culturel : le Conseil international des monuments et des sites, en anglais : International Council on Monuments and Sites (ICOMOS), créé en 1965, à Varsovie et à Cracovie (Pologne). En décembre 2018, l'Association compte plus de 10 500 membres institutionnels répartis dans 151 pays.
L'ICOMOS est un organe de la convention du Patrimoine mondial de l'UNESCO pour la mise en œuvre de la Convention, et agit comme conseil scientifique du Comité du Patrimoine mondial pour l'inscription des monuments et sites culturels sur la liste du Patrimoine mondial. L'ONG est aussi observateur auprès du Conseil de l'Europe.

## Révision
Son concept d'« authenticité » est réévalué en 1994 par le Document de Nara sur l'authenticité pour s'adapter à la réalité du patrimoine japonais.
À la réunion de l'ICOMOS du 7 novembre 1995 à Naples, le rapporteur de la charte de Venise, Raymond Lemaire, lançait cette interrogation : « Faut-il revoir la charte de Venise ? ».
Si l’on se réfère aujourd’hui[Quand ?] toujours et régulièrement à la Charte de Venise, la nouvelle Charte de Cracovie de 2000, reprend un certain nombre de points des deux chartes précédentes. Elle apporte néanmoins une nouvelle définition au concept de projet de restauration et de la conservation du patrimoine qu’elle considère comme devant être basé « sur un éventail d’options techniques adéquates » et être préparé par un « processus cognitif de recueil d’informations et de compréhension de l’immeuble ou du site », induisant ainsi l’interdisciplinarité.